# Хант, Джереми
Сэр Дже́реми Ри́чард Стри́ншем Хант (англ. Jeremy Richard Streynsham Hunt; род. 1 ноября 1966, Лондон, Великобритания) — британский политик, член Консервативной партии. Канцлер казначейства (2022—2024), министр иностранных дел Великобритании (2018—2019).
Министр здравоохранения в первом и втором кабинете Дэвида Кэмерона, а также в первом и втором кабинетах Терезы Мэй.

## Биография
Провёл детство в Годалминге (графство Суррей), учился в престижной школе Чартерхаус, где был избран старшим учеником. Окончил Колледж Магдалины Оксфордского университета, став лучшим в философии, политике и экономике (в 1987 году возглавил университетскую Консервативную ассоциацию). Некоторое время преподавал английский язык в Японии, в 1990-е годы занялся связями с общественностью, затем вместе со своим другом Майком Элмсом основал издательство Hotcourses, специализировавшееся на путеводителях по учебным заведениям (к 2005 году личный капитал Ханта оценивался в 4 — 4,5 млн фунтов стерлингов).

### Политическая карьера
В 2005 году Хант был избран в Палату общин в избирательном округе Юго-Западный Суррей, заручившись поддержкой 50,4 % избирателей. На выборах 2010 года победил с результатом 58,9 % голосов.
В декабре 2005 года назначен в теневом правительстве консерваторов на должность помощника министра здравоохранения по делам инвалидов (Shadow Minister for Disabled People), а в июле 2007 стал теневым министром культуры, СМИ и спорта.
12 мая 2010 года Джереми Хант получил в первом кабинете Кэмерона портфель министра культуры, СМИ и спорта с полномочиями по подготовке Олимпийских игр (в предыдущем составе правительства Тесса Джоуелл занимала отдельную должность министра Олимпийских игр). 4 сентября 2012 года Хант занял место министра здравоохранения. В профессиональных медицинских кругах это назначение было встречено с некоторым сомнением, поскольку Хант поддерживал предложения о включении в систему медицинского страхования лечения гомеопатией, а также об ограничении предельного срока беременности, при котором допускается легальное производство абортов, 12 неделями вместо 24.
По итогам парламентских выборов 2015 года Хант вновь победил в своём традиционном округе, получив 59,9 % голосов против 9,9 % у сильнейшего из соперников, представителя Партии независимости Марка Уеббера (Mark Webber).
13 июля 2016 года Дэвид Кэмерон ушел в отставку с должности премьер-министра в связи с исходом референдума о членстве Британии в Евросоюзе, на котором британцы проголосовали за выход страны из ЕС. Преемником Кэмерона стала министр внутренних дел Великобритании Тереза Мэй, в её кабинете Хант сохранил должность министра здравоохранения.
Парламентские выборы 2017 года принесли Ханту новую победу в Юго-Западном Суррее с результатом 55,7 % (на 4 % меньше, чем на предыдущих выборах), а главную конкуренцию ему составила кандидатка молодой Партии действия за национальное здравоохранение Луиза Ирвин, заручившаяся поддержкой 20 % избирателей.
3 января 2018 года Хант публично принёс извинения больным, чьи плановые операции были перенесены на несколько недель из-за наплыва пациентов, с которым не могли справиться больницы.
8 января 2018 года Тереза Мэй произвела серию кадровых перемещений в правительстве, в результате которых Хант остался на прежней должности, но теперь как министр здравоохранения и социального обеспечения.
10 июля 2018 года, после ухода Бориса Джонсона с поста Министра иностранных дел Великобритании, назначен на этот пост. На пост Министра здравоохранения Великобритании назначен Мэттью Хэнкок.
11 апреля 2019 года основатель WikiLeaks Джулиан Ассанж был задержан британской полицией в здании эквадорского посольства, где укрывался несколько лет, и Хант поблагодарил президента Эквадора Ленина Морено за сотрудничество, отметив в своём Твиттере: «Ассанж — не герой, и никто не стоит выше закона».

### Борьба за лидерство в Консервативной партии
20 июня 2019 года в пятом туре выборов нового лидера консерваторов после объявления об отставке Терезы Мэй Хант получил 77 голосов парламентариев в свою поддержку (лидера гонки Бориса Джонсона поддержали 160 депутатов). Отставший от Ханта на 2 голоса Майкл Гоув снял свою кандидатуру, и таким образом Хант вышел вместе с Джонсоном на последний решающий этап борьбы за лидерство — общее голосование членов партии.
В июле 2019 года Хант поддержал демонстрации в Гонконге против закона об экстрадиции в Китай и заявил, что Великобритания ставит принципы выше коммерческой выгоды, но на прямой вопрос журналистов о готовности к вводу экономических санкций против Китая и к высылке китайских дипломатов ответил отрицательно.
19 июля 2019 года, через две недели после захвата британскими морскими пехотинцами в Гибралтарском проливе иранского танкера и 23 членов экипажа по обвинению в нарушении эмбарго Евросоюза на поставки нефти Сирии, Иран захватил в Ормузском проливе британский танкер компании Stena Impero. Хант заявил, что Иран выбрал «опасный путь незаконного и дестабилизирующего поведения» и пообещал дать жёсткий ответ в случае, если танкер не будет освобождён, однако ранее он говорил, что правительство не планирует военной операции (в августе иранский танкер был освобождён, а 27 сентября 2019 года британское судно, согласно данным системы слежения Refinitiv, покинуло иранский порт Бендер-Аббас).
23 июля 2019 проиграл выборы лидера партии Джонсону, набрав примерно вдвое меньше голосов: 46 656.
24 июля Борис Джонсон сформировал своё правительство, в котором Хант не получил никакого назначения.

### Канцлер Казначейства
14 октября 2022 года получил портфель канцлера Казначейства в правительстве Лиз Трасс.
25 октября 2022 года по завершении правительственного кризиса был сформирован кабинет Риши Сунака, в котором Хант сохранил свою должность.
5 июля 2024 года после поражения консерваторов на парламентских выборах Кир Стармер сформировал лейбористское правительство, в котором Хант не получил никакого назначения.
8 июля 2024 года включён в состав временного теневого правительства Риши Сунака в должности теневого канцлера Казначейства.

## Личная жизнь
Джереми — сын адмирала Николаса Ханта, бывшего главнокомандующего британским королевским флотом, и Мериел Гиван (Meriel Gievan). В 2009 году женился на китаянке Люсии Гуо (Lucia Guo), есть сын и две дочери.